# Gerlinde Rogatsch

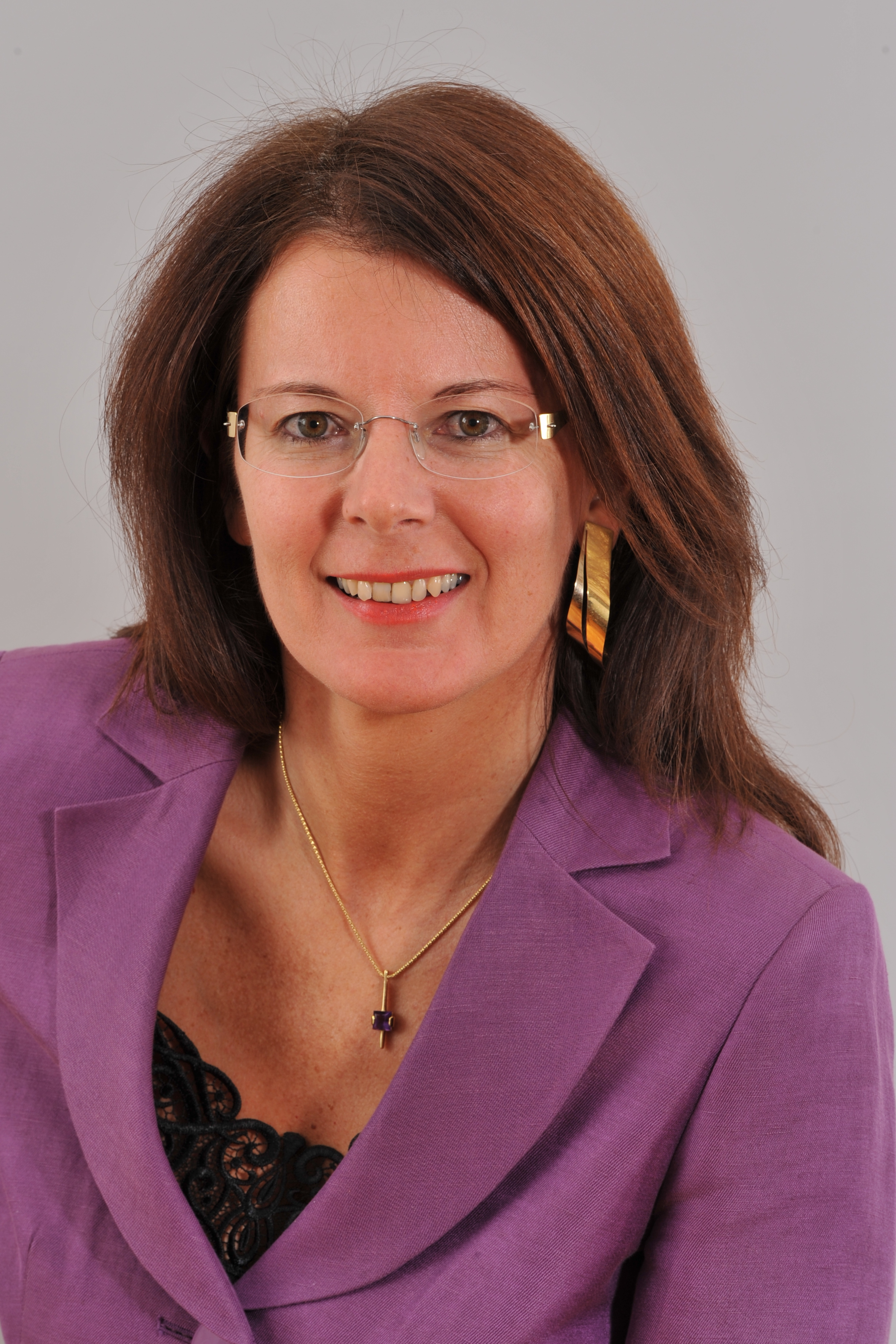
Gerlinde Rogatsch 2012

Gerlinde Rogatsch (* 2. März 1965 in Waiern) ist eine österreichische Politikerin (ÖVP) und Journalistin. Rogatsch war von 1999 bis 2015 Abgeordnete zum Salzburger Landtag und von 2004 bis 2015 Klubobfrau der ÖVP.

## Ausbildung und Beruf
Rogatsch absolvierte die Matura am BORG in Feldkirchen und war danach auf einem Auslandsaufenthalt in Italien. Sie studierte in der Folge Politikwissenschaften, Publizistik und Kommunikationswissenschaften sowie Italienisch an der Universität Wien und schloss ihr Studium 1991 mit der Diplomarbeit über „Medienpolitik/Pressekonzentration in Österreich“ und dem akademischen Grad als Mag. phil. ab.
Während ihres Studiums arbeitete Rogatsch bei der APA-Nachrichtenagentur, der Tageszeitung „Der Standard“, beim ORF und dem ÖVP-Pressedienst in Wien. Nach ihrem Studium war sie von 1991 bis 1994 politische Referentin in der ÖVP für EU, Außen- und Medienpolitik, Demokratie und Föderalismus und wechselte im Anschluss als Büroleiterin in das ÖVP-Generalsekretariat. Zudem war sie Leiterin der Abteilung Presse/Medien der ÖVP. Rogatsch war danach von 1996 bis 2004 Landesgeschäftsführerin der Salzburger Volkspartei, zudem ist sie seit 1998 Geschäftsführerin der Industrie-Team-Werbegesellschaft.

## Politik
Rogatsch war ab dem 27. April 1999 Abgeordnete zum Salzburger Landtag und wurde am 26. April 2004 zur ÖVP-Klubobfrau des Salzburger ÖVP-Landtagsklubs gewählt. Sie kam nach der Landtagswahl 2004 nur knapp in den Landtag, nachdem sie beim internen ÖVP-Vorzugsstimmenmodell nicht punkten konnte und nur über die Reststimmenliste ein Mandat bekam. Medienberichten zufolge hat Rogatsch bei der Landtagswahl 2009 ein sicheres Mandat inne. Sie war Gesundheitssprecherin des ÖVP-Landtagsklubs.
Im Jänner 2015 gab sie ihren Rückzug aus der Politik bekannt, ihr Landtagsmandat legte sie mit 4. Februar 2015 nieder, als Abgeordnete folgte ihr Michaela Eva Bartel nach, als Klubobfrau Daniela Gutschi.
Im Mai 2015 wurde sie mit dem Großen Ehrenzeichen des Landes Salzburg ausgezeichnet.